# Monte del Matrimonio
Il Monte del Matrimonio è un istituto di previdenza per la famiglia di diritto privato, fondato a Bologna nel 1583 con l'obiettivo di sostenere le giovani della città.

## Storia
Fondato a Bologna nel 1583 da Marco Antonio Battilana, durante il pontificato di Gregorio XII, con l'obiettivo di creare un organismo per aiutare i giovani durante i momenti più importanti della loro vita. In particolare l'Istituto aveva l'obiettivo di aiutare le giovani fanciulle di provenienza povera ad avere una dote che permettesse loro un buon matrimonio.
Approvato in modo definitivo da Papa Sisto V con una bolla del 9 maggio 1586, l'Istituto si poneva l'obiettivo di Alleviare «la gravezza intorno l’occasione de’ Matrimonij» [e] «invitare et allettare i giovani alli studij»
Dalla fondazione dell'Istituto e fino alla caduta del cosiddetto antico regime, la dote ha accompagnato il matrimonio, rappresentando il complemento economico di questo sacramento. Affermatasi nel medioevo, l'usanza della dote prevedeva che la donna, al momento del matrimonio, versasse una certa cifra al marito quale contributo al mantenimento del nuovo nucleo domestico.
Nacquero in varie città istituzioni come il Monte del Matrimonio, quali il più noto Monte delle Doti di Firenze. La particolarità del Monte del Matrimonio bolognese fu la missione dell'istituto, rivolta non verso le figlie della nobiltà cittadina, ma verso una più ampia fetta della popolazione, che comprendeva le famiglie di estrazione non nobile ma borghese.
Nel 1772 l'Istituto si spostò nella sede attuale, un palazzo in via Altabella già di proprietà della famiglia Giovagnini. All'interno di questo palazzo si trovano decorazioni e dipinti settecenteschi di Domenico Pedrini, Davide Zanotti, Vincenzo Martinelli e stucchi di Giovanni Lipparini.
L'Istituto è ancora attivo. Esso raccoglie conferimenti in danaro da parte dei "Montisti" e li amministra, aggiungendo anno per anno alle somme depositate i relativi frutti e nel consegnare l’importo così incrementato a coloro a favore dei quali i conferimenti furono effettuati ("Beneficiari"). Il beneficiario poi ritira le somme risultanti quando consegue uno dei fini previdenziali previsti statutariamente: matrimonio, laurea o diploma a livello universitario, iscrizione ad un albo professionale, professione religiosa o di voti perpetui, grado di ufficiale o sottufficiale in esercizio permanente effettivo, insegnamento di ruolo in scuola elementare o materna. Il beneficiario che non raggiunge uno di questi fini ha comunque diritto al recupero tutti i conferimenti effettuati ma percependo solo parte dei frutti, ricadendo la parte restante di questi nella massa dei depositi a favore di tutti gli altri beneficiari.